# 오일러 변환
해석학에서 오일러 변환(Euler Transformation)이란 레온하르트 오일러의 이름이 붙은 무한급수의 변환 기법이다. 이 변환은 수열의 이항 변환(Binomial Transformation)(혹은 마르코프 변환)을 이용한 중요한 응용 사례로 꼽힌다. 이 기법을 이용하면 일반적으로는 구하기 힘든 형태의 무한급수의 합을 구할 수 있는데, 특히 교대급수가 양수항 급수로 변환되는 경우가 많으므로 상당히 유용하다.

## 공식화
오일러 변환은 수열 {\displaystyle {a_{n}}}에 이항 변환 {\displaystyle \Delta ^{n}}을 적용하여, 다음과 같이 정의된다.
- {\displaystyle E_{a}=\sum _{k=0}^{\infty }{\frac {\Delta ^{k}a_{0}}{2^{k+1}}}}

이때, 오일러 변환의 가능성을 보장해주는 정리는 다음과 같다.
- 만약 급수 {\displaystyle \sum _{k=0}^{\infty }(-1)^{k}a_{k}} 가 수렴하면, 오일러 변환 {\displaystyle E_{a}} 도 역시 수렴하고, {\displaystyle \sum _{k=0}^{\infty }(-1)^{k}a_{k}=E_{a}} 가 성립한다.

즉, 교대급수 판정법에 의해 {\displaystyle {a_{n}}} 이 0으로 수렴하는 감소수열이기만 하면 오일러 변환은 수렴하고, 위 정리를 이용할 수 있다.

## 응용
오일러 변환을 이용해 고전적인 교대급수 {\displaystyle \sum _{k=0}^{\infty }(-1)^{k}{\frac {1}{1+k}}} 의 값을 구해 보자.
우선 수열 {\displaystyle a_{n}={\frac {1}{1+n}}} 에 이항 변환을 적용하여 {\displaystyle \Delta ^{n}a_{0}}을 구하면,
{\displaystyle \Delta ^{0}a_{0}=1}
{\displaystyle \Delta ^{1}a_{0}=1-{\frac {1}{2}}={\frac {1}{2}}}
{\displaystyle \Delta ^{2}a_{0}=1-{\frac {2}{2}}+{\frac {1}{3}}={\frac {1}{3}}}
{\displaystyle \Delta ^{3}a_{0}=1-{\frac {3}{2}}+{\frac {3}{3}}-{\frac {1}{4}}={\frac {1}{4}}}
...
{\displaystyle \Delta ^{n}a_{0}={\frac {1}{n+1}}}
이 된다.(이는 재귀 관계를 조금만 생각해보면 명백하다. 파스칼 삼각형과 유사한 도식을 그리고, 맨 왼쪽 변과 그 바로 오른쪽 줄을 고려하면 된다) 따라서, {\displaystyle {a_{n}}} 의 오일러 변환은,
{\displaystyle E_{a}=\sum _{k=0}^{\infty }{\frac {\Delta ^{k}a_{0}}{2^{k+1}}}=\sum _{k=0}^{\infty }{\frac {1}{(k+1)2^{k+1}}}}
이 되고, 맨 우변의 식은 물론 {\displaystyle log2} 가 된다.

## 같이 보기
- 이항 변환
- 교대급수

## 참고 문헌
- Konrad Knopp, Theory And Application of Infinite Series, Dover, 1990